# Ange-Yoan Bonny
Ange-Yoan Bonny (Aubervilliers, 25 de octubre de 2003) es un futbolista francés que juega de delantero en el Inter de Milán de la Serie A.

## Trayectoria
Hizo su debut profesional con el Châteauroux en una derrota por 2-1 en la Ligue 2 ante el AS Nancy el 31 de octubre de 2020.
El 31 de agosto de 2021 se incorporó al Parma Calcio 1913. En su primer año jugó tanto con el filial como con el primer equipo. Ayudó en la temporada 2023-24 a conseguir el ascenso a la Serie A, categoría en la que marcó seis goles en 37 partidos en su campaña de debut.
El 5 de julio de 2025 fue traspasado al Inter de Milán.

## Selección nacional
Nacido en Francia, es de ascendencia marfileña. Es internacional juvenil con Francia, habiendo jugado hasta la selección de Francia sub-20.

## Estadísticas

### Clubes
Actualizado al último partido disputado el 25 de mayo de 2025.
| Club                         | Div.          | Temporada     | Liga  | Liga  | Liga   | Copas nacionales | Copas nacionales | Copas nacionales | Copas internacionales | Copas internacionales | Copas internacionales | Total | Total | Total  |
| Club                         | Div.          | Temporada     | Part. | Goles | Asist. | Part.            | Goles            | Asist.           | Part.                 | Goles                 | Asist.                | Part. | Goles | Asist. |
| ---------------------------- | ------------- | ------------- | ----- | ----- | ------ | ---------------- | ---------------- | ---------------- | --------------------- | --------------------- | --------------------- | ----- | ----- | ------ |
| L. B. Châteauroux II Francia | 5.ª           | 2020-21       | 5     | 0     | 0      | —                | —                | —                | —                     | —                     | —                     | 5     | 0     | 0      |
| L. B. Châteauroux II Francia | Total club    | Total club    | 5     | 0     | 0      | 0                | 0                | 0                | 0                     | 0                     | 0                     | 5     | 0     | 0      |
| L. B. Châteauroux Francia    | 2.ª           | 2020-21       | 5     | 1     | 0      | 0                | 0                | 0                | —                     | —                     | —                     | 5     | 1     | 0      |
| L. B. Châteauroux Francia    | Total club    | Total club    | 5     | 1     | 0      | 0                | 0                | 0                | 0                     | 0                     | 0                     | 5     | 1     | 0      |
| Parma Calcio 1913 · Italia   | 2.ª           | 2021-22       | 13    | 0     | 0      | —                | —                | —                | —                     | —                     | —                     | 13    | 0     | 0      |
| Parma Calcio 1913 · Italia   | 2.ª           | 2022-23       | 26    | 1     | 1      | 2                | 0                | 0                | —                     | —                     | —                     | 28    | 1     | 1      |
| Parma Calcio 1913 · Italia   | 2.ª           | 2023-24       | 35    | 5     | 7      | 3                | 3                | 0                | —                     | —                     | —                     | 38    | 8     | 7      |
| Parma Calcio 1913 · Italia   | 1.ª           | 2024-25       | 37    | 6     | 4      | 1                | 0                | 0                | —                     | —                     | —                     | 38    | 6     | 4      |
| Parma Calcio 1913 · Italia   | Total club    | Total club    | 111   | 12    | 4      | 6                | 3                | 0                | 0                     | 0                     | 0                     | 117   | 15    | 12     |
| Total carrera                | Total carrera | Total carrera | 121   | 13    | 12     | 6                | 3                | 0                | 0                     | 0                     | 0                     | 127   | 16    | 12     |

## Palmarés

### Campeonatos nacionales
| Título  | Club         | País   | Año     |
| ------- | ------------ | ------ | ------- |
| Serie B | Parma Calcio | Italia | 2023-24 |